# Liste von Kultstätten in Gambia
Die Liste von Kultstätten in Gambia listet Kultplätze oder Kultstätten im westafrikanischen Staat Gambia auf.
Die Auflistung wurde vom National Centre for Arts and Culture 1998 veröffentlicht. Die Kultstätten sind näher klassifiziert als „heilig“ (original: englisch sacred), „religiös“ (original: englisch religious) und „historisch“ (original: englisch historic).
| Name der Stätte                                       | Typ der Stätte                              | Ort                         | Distrikt                                |
| ----------------------------------------------------- | ------------------------------------------- | --------------------------- | --------------------------------------- |
| Jibanding Kolong                                      | heiliger Hain                               | Faraba Banta                | Kombo East, West Coast Region           |
| Konko Nding                                           | heiliger Baum                               | Kafuta                      | Kombo East, West Coast Region           |
| Berotto                                               | heiliger Hain                               | Kafuta                      | Kombo East, West Coast Region           |
| Mansa Jembereng                                       | heiliger und religiöser Brunnen             | Pirang                      | Kombo East, West Coast Region           |
| Sunju Baba (oder Sunjubaba)                           | heiliger Baum                               | Pirang                      | Kombo East, West Coast Region           |
| Kachikally                                            | heiliger (Krokodil-)Teich                   | Bakau                       | Kanifing Municipal, Greater Banjul Area |
| Soto Sunjama                                          | heiliger Baum                               | Bakau                       | Kanifing Municipal, Greater Banjul Area |
| Ndebani                                               | heiliger Baum                               | Bakau                       | Kanifing Municipal, Greater Banjul Area |
| Grabmal des Sait Matty Bah                            | Grabmal                                     | Bakau                       | Kanifing Municipal, Greater Banjul Area |
| Sanneh-Mentering                                      | heiliger Hain                               | Brufut                      | Kombo North, West Coast Region          |
| Berewuleng                                            | heilige Steine                              | Sanyang                     | Kombo South, West Coast Region          |
| Grabstelle des Mamadi Touray                          | religiöses Grab                             | Pirang                      | Kombo East, West Coast Region           |
| Mamkamang Sita                                        | heiliger und religiöser Baum                | Pirang                      | Kombo East, West Coast Region           |
| Ein Stein                                             | heiliger Stein                              | Kafuta                      | Kombo East, West Coast Region           |
| Jufu Koto                                             | heiliges Grabmal                            | Kafuta                      | Kombo East, West Coast Region           |
| Gibanding Kolong                                      | heiliger Brunnen                            | Faraba                      | Kombo East, West Coast Region           |
| Santanba                                              | heiliger Baum                               | Brikama                     | Kombo Central, West Coast Region        |
| Brunnen des Foday „Kombo“ Sillah                      | historischer Brunnen                        | Dewuru                      | Kombo Central, West Coast Region        |
| Gebetsstätte Kenye-Kenye Jamango des Saikou Omar Taal | heilige und religiöse Steine                | Gunjur                      | Kombo South, West Coast Region          |
| Folonko                                               | heiliger (Krokodil-)Teich und alter Brunnen | Kartong                     | Kombo South, West Coast Region          |
| Ein Brunnen                                           | heiliger Brunnen                            | Jamburr                     | Kombo South, West Coast Region          |
| Yaramba                                               | historischer Baum                           | Yundum                      | Kombo North, West Coast Region          |
| Sollimako                                             | historische Stätte                          | Busumbala                   | Kombo North, West Coast Region          |
| Kembu Nano                                            | heilige Stätte                              | Jamburr                     | Kombo South, West Coast Region          |
| Jantayi                                               | historischer Hain                           | Old Yundum                  | Kombo North, West Coast Region          |
| Santang-Ba                                            | heiliger Baum                               | Mandaur                     | Kombo Central, West Coast Region        |
| Heiliger Hain                                         | Hain für die Zirkumzision                   | Karori                      | Foni, West Coast Region                 |
| Tungo-To                                              | heiliger Baum                               | Sutusinjang                 | Foni Brefet, West Coast Region          |
| Dofeo Jalang                                          | heiliger Baum                               | Somita                      | Foni Brefet, West Coast Region          |
| Walijang                                              | heilige Bäume                               | Somita                      | Foni Brefet, West Coast Region          |
| Jalang Ndemban                                        | heiliger Ameisenhügel                       | Somita                      | Foni Brefet, West Coast Region          |
| Gisang Bagum                                          | heiliger Baum                               | Babafunye                   | Foni Brefet, West Coast Region          |
| Jalitai                                               | heiliger Baum                               | Babafunye                   | Foni Brefet, West Coast Region          |
| Buba-kap                                              | heiliger Baum                               | Bita                        | Foni Brefet, West Coast Region          |
| Jengo-Jengo                                           | nicht erwähnt                               | Bulelai                     | Foni Bintang, West Coast Region         |
| Bire-Bulenkeseu                                       | heilige Stätte                              | Kabokorr                    | Foni Bintang, West Coast Region         |
| Fang Kaliya                                           | heiliger und religiöser Friedhof            | Sibanor                     | Foni Bintang, West Coast Region         |
| Kupan-rang                                            | heilige Stätte                              | Babafunye                   | Foni Brefet, West Coast Region          |
| Dua dula                                              | heiliger Hain                               | Wassadu                     | Foni Jarrol, West Coast Region          |
| Kangiranba/Kantate                                    | religiöser Baum                             | Bondali                     | Foni Bondali, West Coast Region         |
| Dua Bantang                                           | heiliger und religiöser Baum                | Wassadu                     | Foni Jarrol, West Coast Region          |
| nicht ausgewiesen                                     | heiliger Baum                               | Wassadu                     | Foni Jarrol, West Coast Region          |
| Baren                                                 | historischer Baum                           | Somita                      | Foni Brefet, West Coast Region          |
| Kaffurin                                              | Baum für die Zirkumzision                   | Somita                      | Foni Brefet, West Coast Region          |
| Besse-Bire/Sankiliba                                  | Baum für die Zirkumzision                   | Bessi                       | Foni Brefet, West Coast Region          |
| Kang Jiramba/Kang Tate                                | heiliger Baum                               | Bondali                     | Foni Bondali, West Coast Region         |
| Kalang                                                | heiliger und religiöser Baum                | Kalang                      | Foni Bondali, West Coast Region         |
| Kanjendi                                              | heiliger Baum                               | Bondali/Bwiam               | Foni Bondali, West Coast Region         |
| Fetish                                                | heilige Stätte                              | Kanfenkeng                  | Foni Bondali, West Coast Region         |
| nicht ausgewiesen                                     | heiliger Hain                               | Wassadu                     | Foni Jarrol, West Coast Region          |
| Jalang Bantang                                        | heilige Stätte                              | Wassadu                     | Foni Jarrol, West Coast Region          |
| Ein Tato                                              | historische Stätte                          | Kaimbujai Nding             | Kombo Central, West Coast Region        |
| Subari Sito                                           | historischer und heiliger Baum              | Bureng                      | Jarra East, Lower River Region          |
| Grabstelle des Jassey Sonko                           | historischer Hain                           | Bureng                      | Jarra East, Lower River Region          |
| Grabmal des Saint Mustapha Darboe                     | historisches und religiöses Grabmal         | Dasilameh                   | Jarra East, Lower River Region          |
| Buka Bere                                             | heiliger Stein                              | Sankuya                     | Jarra West, Lower River Region          |
| Sampati Kolong                                        | heiliger Brunnen                            | Badume                      | Jarra Central, Lower River Region       |
| Grabmal des Cherno Abdoulie                           | heiliges und religiöses Grabmal             | Sankuya                     | Jarra West, Lower River Region          |
| Grabmal des Mama Yoro Saidikhan                       | religiöses Grabmal                          | Kani Kunda                  | Jarra West, Lower River Region          |
| Grabmal des Buka Sonko                                | heiliges und religiöses Grabmal             | Badume                      | Jarra Central, Lower River Region       |
| Seyam Konko                                           | heiliger Hügel                              | Badume                      | Jarra Central, Lower River Region       |
| Tambang Ngali                                         | historischer Baum                           | Badume                      | Jarra Central, Lower River Region       |
| Mabaliba                                              | heiliger und religiöser Baum                | Badume                      | Jarra Central, Lower River Region       |
| Misiri Taba                                           | heiliger Baum                               | Badume                      | Jarra Central, Lower River Region       |
| Masiti                                                | heiliger Baum                               | Pakalinding                 | Jarra West, Lower River Region          |
| Jalang Sansang                                        | heiliger Stein                              | Bureng                      | Jarra East, Lower River Region          |
| Sitanding Wuleng                                      | heiliges und religiöses Grab                | Dumbutu                     | Kiang West, Lower River Region          |
| Soto Jamba Wuleng                                     | heiliger und religiöser Baum                | Dumbutu                     | Kiang West, Lower River Region          |
| Farankunko                                            | heiliger und religiöser Hain                | Dumbutu                     | Kiang West, Lower River Region          |
| Sitanding Koyoto                                      | heiliger und religiöser Hain                | Dumbutu                     | Kiang West, Lower River Region          |
| Taba Tunkuno                                          | historischer Baum                           | Dumbutu                     | Kiang West, Lower River Region          |
| nicht ausgewiesen                                     | heiliges und religiöses Grab                | Dasilameh                   | Jarra East, Lower River Region          |
| nicht ausgewiesen                                     | historisches Grab                           | Bureng                      | Jarra East, Lower River Region          |
| Demba Kanteh                                          | heilige Stätte                              | Bureng                      | Jarra East, Lower River Region          |
| Mobala-Boto                                           | heilige und religiöse Gräber                | nicht ausgewiesen           | Jarra Central, Lower River Region       |
| Holy Centre                                           | religiöser Gebetsplatz                      | Old Bai Tenda               | Jarra Central, Lower River Region       |
| nicht ausgewiesen                                     | historisches Gebäude                        | Toniataba                   | Jarra West, Lower River Region          |
| Munjunugo                                             | heilige Stätte                              | nicht ausgewiesen           | Kiang West, Lower River Region          |
| Mofadinka                                             | historischer See                            | Kwinella/Batelling          | Kiang Central, Lower River Region       |
| Namba Tinti                                           | historischer Stätte                         | Kwinella                    | Kiang Central, Lower River Region       |
| Mamkoto                                               | historische Höhle (oder Kaverne)            | Kwinella                    | Kiang Central, Lower River Region       |
| Kuntaba                                               | religiöser Gebetsplatz                      | Kwinella                    | Kiang Central, Lower River Region       |
| Kumpa                                                 | historische Stätte                          | Kwinella                    | Kiang Central, Lower River Region       |
| Kunyabali                                             | historische Stätte                          | Kwinella                    | Kiang Central, Lower River Region       |
| Bulangkeling Semani                                   | religiöser Gebetsplatz                      | Kwinella                    | Kiang Central, Lower River Region       |
| Mamakara Taba                                         | historischer Baum                           | Kwinella                    | Kiang Central, Lower River Region       |
| Nakankuets                                            | nicht ausgewiesen                           | Mandaur                     | Kiang West, Lower River Region          |
| Cutting Tree                                          | Baum                                        | Sandu                       | Kiang West, Lower River Region          |
| Kabba Tree                                            | heiliger Baum                               | Batelling                   | Kiang West, Lower River Region          |
| Manianary Tingo                                       | nicht ausgewiesen                           | Burong                      | Kiang West, Lower River Region          |
| Lie Bolong                                            | nicht ausgewiesen                           | Janneh Kunda                | Kiang West, Lower River Region          |
| Tomborong                                             | nicht ausgewiesen                           | Sentaba                     | Kiang West, Lower River Region          |
| Steine und Glocke                                     | Steine und Glocke                           | Tankular                    | Kiang West, Lower River Region          |
| Menhir                                                | Menhir                                      | Kutcha                      | Niani, Central River Region             |
| Steinkreise von Niani Maru                            | Steinkreis                                  | Kutcha/Niani Maru           | Niani, Central River Region             |
| vier Steinkreis                                       | Steinkreise                                 | Bakadagi                    | Niani, Central River Region             |
| drei Menhire                                          | Menhire                                     | Bakadagi                    | Niani, Central River Region             |
| Steinkreis                                            | Steinkreis und Menhir                       | Sare Samba Taku             | Fulladu West, Central River Region      |
| Tato des Foday Kabba                                  | historische Stätte                          | Kerewan Samba Sira          | Fulladu West, Central River Region      |
| Tato des Jula Musa                                    | historische Stätte                          | Seleri Kunda                | Fulladu West, Central River Region      |
| Cultural Materials                                    | historische Stätte                          | Karantaba (Pisania)         | Sami, Central River Region              |
| Keramikfunde                                          | prähistorische Stätte                       | Tabanani                    | Fulladu West, Central River Region      |
| Keramikfunde und steinerner kleiner Grabhügel         | prähistorische Stätte                       | Doki/Niani Maru             | Niani, Central River Region             |
| alte Stätte                                           | historische Stätte                          | Kaiai                       | Niani, Central River Region             |
| Schleifspuren                                         | prähistorische Stätte                       | Salikeni                    | Niani, Central River Region             |
| Steinkreis                                            | Steinkreise von Kuntaur Fulla Kunda         | Kuntaur Fulla Kunda         | Niani, Central River Region             |
| Menhir                                                | Menhir                                      | nicht ausgewiesen           | Niani, Central River Region             |
| Steinkreise von Wassu                                 | Steinkreis                                  | Wassu                       | Niani, Central River Region             |
| altes Handelshaus                                     | historische Stätte                          | Niani Maru                  | Niani, Central River Region             |
| Menhir                                                | Menhir                                      | Niani Maru                  | Niani, Central River Region             |
| Schleifspuren                                         | prähistorische Stätte                       | Ker N’Gaien/Niani Maru      | Niani, Central River Region             |
| Steinkreis                                            | Steinkreis                                  | Ker N’Gaien (West)          | Niani, Central River Region             |
| Steinkreis                                            | Steinkreis                                  | Ker N’Gaien (Südwest)       | Niani, Central River Region             |
| Cultural Materials                                    | heilige und religiöse Stätte                | Sapu                        | Fulladu West, Central River Region      |
| Menhir                                                | zwei Menhire                                | Pallen Mandinka (Ost)       | Niani, Central River Region             |
| Hügelgrab                                             | ein Hügelgrab                               | Pallen Mandinka (Ost)       | Niani, Central River Region             |
| zerbrochener Menhir                                   | Menhir                                      | Pallen Toranka (Ost)        | Niani, Central River Region             |
| Steinkreise von Kerr Batch                            | Steinkreis                                  | Kerr Batch                  | Nianija, Central River Region           |
| isolierter Menhir                                     | Menhir                                      | Sukuta (Süd)                | Niani, Central River Region             |
| umgestürzter Menhir                                   | Menhir                                      | Tuba Koto (Nord)            | Niani, Central River Region             |
| Keramikfunde                                          | prähistorische Stätte                       | Barajally (Süd)             | Niani, Central River Region             |
| einzelner Menhir                                      | Menhir                                      | Pallen Toranka              | Niani, Central River Region             |
| isolierter Menhir                                     | Menhir                                      | Wassu                       | Niani, Central River Region             |
| umgestürzter Menhir                                   | zwei Menhire                                | Niani Maru                  | Niani, Central River Region             |
| Menhir                                                | zwei Menhire                                | Niani Maru                  | Niani, Central River Region             |
| Steinkreis                                            | Steinkreis                                  | Ker N’Gaien                 | Niani, Central River Region             |
| Keramikfunde                                          | Muschelhügel                                | Niani Maru (Süd)            | Niani, Central River Region             |
| Keramikfunde                                          | prähistorische Stätte                       | Doka Alla (West)            | Niani, Central River Region             |
| Keramikfunde                                          | prähistorische Stätte                       | Niani Maru/Doka Alla (West) | Niani, Central River Region             |
| Keramikfunde                                          | prähistorische Stätte                       | Niani Maru/Konko Koto       | Niani, Central River Region             |
| Steinkreis                                            | Steinkreis                                  | Niani Maru                  | Niani, Central River Region             |
| umgestürzte Menhire                                   | drei Menhire                                | Niani Bantang               | Niani, Central River Region             |
| steinerner kleiner Grabhügel                          | drei Menhire                                | G/Town–Farafenni Road       | Niani, Central River Region             |
| Menhire                                               | neun Menhire                                | G/Town–Farafenni Road       | Niani, Central River Region             |
| horizontale Menhire                                   | zwei Menhire                                | Kutcha–Niani Maru Road      | Niani, Central River Region             |
| umgestürzte Menhire                                   | vier Menhire                                | Kutch (South)               | Nianija, Central River Region           |
| Menhir                                                | Menhir                                      | Kerr Batch/Kutcha           | Nianija, Central River Region           |
| umgestürzte Menhire                                   | zwei Menhire                                | Kerr Batch/Kutcha           | Nianija, Central River Region           |
| Menhir                                                | Menhir                                      | Barajali (Nord)             | Nianija, Central River Region           |
| Menhir                                                | Menhir                                      | Madina Jakul                | Nianija, Central River Region           |
| umgestürzte Menhire                                   | zwei Menhire                                | Madina Jakul                | Nianija, Central River Region           |
| Keramikfunde, European materials und House foundation | kolonial-historische Stätte                 | Madina Sura                 | Wuli, Upper River Region                |
| Tato                                                  | historische Stätte                          | Nyamanari                   | Kantora, Upper River Region             |
| Cultural Material, verlassenes Handelshaus            | historische Stätte                          | Yarbutenda                  | Kantora, Upper River Region             |
| Tato                                                  | historische Stätte                          | Song Kunda                  | Kantora, Upper River Region             |
| Tato                                                  | historische Stätte                          | Kuson (West)                | Fulladu East, Upper River Region        |
| Tato                                                  | historische Stätte                          | Findifeto                   | Kantora, Upper River Region             |
| Tato                                                  | historische Stätte                          | Kantali-Kunda               | Kantora, Upper River Region             |
| Tato                                                  | historische Stätte                          | Kantali-Kunda               | Kantora, Upper River Region             |
| Keramikfunde                                          | prähistorische Stätte                       | Kanube                      | Fulladu East, Upper River Region        |
| Schleifspuren                                         | Steinkreis                                  | Garowol                     | Kantora, Upper River Region             |
| Tato, Steinkreis                                      | historische Stätte, Steinkreis              | Badarri                     | Fulladu East, Upper River Region        |
| Keramikfunde                                          | prähistorische Stätte                       | Chamoi                      | Fulladu East, Upper River Region        |
| Schleifspuren                                         | Steinkreis                                  | nicht ausgewiesen           | nicht ausgewiesen, Upper River Region   |
| Jagdansitz                                            | nicht ausgewiesen                           | nicht ausgewiesen           | nicht ausgewiesen, Upper River Region   |
| Schleifspuren                                         | Steinkreis                                  | nicht ausgewiesen           | nicht ausgewiesen, Upper River Region   |
| Jagdansitz                                            | nicht ausgewiesen                           | nicht ausgewiesen           | nicht ausgewiesen, Upper River Region   |
| Tubabu Kolong                                         | historischer Brunnen                        | Tuba Kolong                 | Upper Niumi, North Bank Region          |
| Berending                                             | heiliger (Krokodil-)Teich                   | Berending                   | Lower Niumi, North Bank Region          |